# Esdoorngroefjesgalmug
De esdoorngroefjesgalmug (Drisina glutinosa) is een muggensoort uit de familie van de galmuggen (Cecidomyiidae). De wetenschappelijke naam van de soort is voor het eerst geldig gepubliceerd in 1893 door Giard.